# A Slight Case of Murder
A Slight Case of Murder är en amerikansk film från 1938 i regi av Lloyd Bacon. Filmen är en kriminalkomedi, och en parodi på den under 1930-talet populära amerikanska gangsterfilmen. Den kopia som granskades i Sverige blev totalförbjuden av filmcensuren.

## Rollista
- Edward G. Robinson - Remy Marco
- Jane Bryan - Mary Marco
- Allen Jenkins - Mike
- Ruth Donnelly - Nora Marco
- Willard Parker - Dick Whitewood
- John Litel - Post
- Edward Brophy - Lefty
- Harold Huber - Guiseppe
- Bobby Jordan - Douglas Fairbanks Rosenbloom
- Margaret Hamilton - Mrs. Cagle
- George E. Stone - Kirk
- Betty Compson - Loretta